# Грант (округ, Индиана)
Грант (англ. Grant County) — округ в штате Индиана, США. Официально образован в 1831 году. По состоянию на 2010 год, численность населения составляла 70 061 человека.

## География
По данным Бюро переписи США, общая площадь округа равняется 1 074,592 км2, из которых 1 072,442 км2 суша и 0,820 км2 или 0,200 % это водоёмы.

## Население
По данным переписи населения 2000 года в округе проживает 73 403 жителей в составе 28 319 домашних хозяйств и 19 568 семей. Плотность населения составляет 68,00 человек на км2. На территории округа насчитывается 30 560 жилых строений, при плотности застройки около 28,00-ми строений на км2. Расовый состав населения: белые — 89,23 %, афроамериканцы — 7,19 %, коренные американцы (индейцы) — 0,44 %, азиаты — 0,56 %, гавайцы — 0,04 %, представители других рас — 1,02 %, представители двух или более рас — 1,53 %. Испаноязычные составляли 2,43 % населения независимо от расы.
В составе 29,50 % из общего числа домашних хозяйств проживают дети в возрасте до 18 лет, 53,70 % домашних хозяйств представляют собой супружеские пары проживающие вместе, 11,50 % домашних хозяйств представляют собой одиноких женщин без супруга, 30,90 % домашних хозяйств не имеют отношения к семьям, 26,70 % домашних хозяйств состоят из одного человека, 11,50 % домашних хозяйств состоят из престарелых (65 лет и старше), проживающих в одиночестве. Средний размер домашнего хозяйства составляет 2,43 человека, и средний размер семьи 2,92 человека.
Возрастной состав округа: 23,60 % моложе 18 лет, 11,80 % от 18 до 24, 25,80 % от 25 до 44, 23,80 % от 45 до 64 и 23,80 % от 65 и старше. Средний возраст жителя округа 37 лет. На каждые 100 женщин приходится 92,20 мужчин. На каждые 100 женщин старше 18 лет приходится 88,90 мужчин.
Средний доход на домохозяйство в округе составлял 36 162 USD, на семью — 44 304 USD. Среднестатистический заработок мужчины был 33 767 USD против 23 801 USD для женщины. Доход на душу населения составлял 18 003 USD. Около 8,40 % семей и 11,80 % общего населения находились ниже черты бедности, в том числе — 16,10 % молодежи (тех, кому ещё не исполнилось 18 лет) и 8,70 % тех, кому было уже больше 65 лет.